# Chuchla
Chuchla je potok, který pramení v okrese Domažlice v Plzeňském kraji. Je levostranným přítokem řeky Radbuzy u Holýšova. Celková délka potoka je 12,9 km, průměrný průtok dosahuje 0,14 m³/s a jeho povodí měří zhruba 34,0 km².

## Popis
Chuchla pramení severovýchodně od obce Semněvice v podhůří Sedmihoří. Pramen se nachází v malém rybníčku na severovýchodním úpatí vrchu Pasečí (522 metrů) v místech s pomístním názvem V Polich v nadmořské výšce 497 metrů. Odtud protéká mezi poli směrem k východu a zhruba po 900 m se vlévá do Ostromečského rybníka. Rybník se rozkládá vedle silnice II/193, asi jeden kilometr jihozápadně od vesnice Ostromeč. Z rybníka proteče pod silnicí a směřuje jihovýchodním směrem do zalesněného údolí mezi Šlovicemi a Nemněnicemi. Při průtoku nehlubokým údolím přijme zleva Nemněnický potok a po něm zprava Šlovický potok, a ještě několik malých bezejmenných přítoků. Na severním okraji obce Bukovec proteče malým rybníkem. Zhruba 700 metrů východně od Bukovce pak napájí rybník jménem Horymír. Dále teče na východ do obce Čečovice. Tady pod zámkem napájí menší rybník. Odtud Chuchla směřuje k jihovýchodu, ale brzy pak se obrací na severovýchod. Protéká kolem obce Štichov a směřuje ke Kvíčovicím. Ještě před nimi změní svůj směr k východu. Protéká při jižním okraji obce a asi jeden kilometr odtud podteče pod silnicí I/26. Po dalších asi 500 metrech se v nadmořské výšce 352 metrů zleva vlévá do řeky Radbuzy. Soutok se nachází na jihozápadním okraji Holýšova.